# 盖马林根
盖马林根是德国巴伐利亚州的一个市镇。总面积22.88平方公里，总人口3793人，其中男性1926人，女性1867人（2011年12月31日），人口密度166人/平方公里。